# Kandia Traoré
Kandia Traoré (Abiyán, Costa de Marfil, 5 de julio de 1980) es un exfutbolista de Costa de Marfil que jugaba en la posición de delantero.

## Carrera

### Club
| Periodo   | Club                     |
| --------- | ------------------------ |
| 2000–2001 | Stade d'Abidjan          |
| 2001–2002 | Espérance ST             |
| 2001–2004 | Étoile du Sahel          |
| 2003–2004 | → Al-Ain FC (cedido)     |
| 2004      | Al-Hilal FC              |
| 2004–2005 | Étoile du Sahel          |
| 2005–2007 | Le Havre AC              |
| 2007      | Al-Nasr SC               |
| 2008–2010 | FC Sochaux               |
| 2008–2009 | → RC Strasbourg (cedido) |
| 2009–2010 | → SM Caen (cedido)       |
| 2010–2013 | SM Caen                  |
| 2014–2015 | Budapest Honvéd FC       |

### Selección nacional
Jugó para Costa de Marfil en 25 ocasiones de 2001 a 2008 y anotó ocho goles; uno de esos goles fue en la derrota por 1-3 ante República Democrática del Congo en la Copa Africana de Naciones 2002, el cual fue el único gol de Costa de Marfil en el torneo.

## Logros

### Club
- Ligue 2 (1): 2010
- CLP-1 (1): 2002

### Individual
- Goleador de la CLP-1 en 2001/02 (13 goles).
- Goleador de la Ligue 2 en 2006/07 (18 goles).